# Хрюкин, Михаил Георгиевич
Михаил Георгиевич Хрюкин (род. 11 июля 1955 года) — советский пловец.

## Карьера
Ученик заслуженного тренера РСФСР И. И. Глебова. Тренировался в СКА (Воронеж).
В 1972 году Михаил Хрюкин на Спартакиаде Народов СССР в предварительном заплыве выполнил норматив мастера спорта, а в финале Спартакиады плывет по нормативу мастера спорта международного класса.
Серебряный призёр чемпионата мира 1973 года на дистанции 100 метров брассом.
На чемпионатах СССР в 1973—1975 годах завоевал семь медалей: четыре золотые (100 м брасс и комбинированная эстафета), две серебряные и бронзовую.
Трёхкратный рекордсмен (2006 г.) и трёхкратный чемпион (2009 г.) России в категории «Мастерс», пятикратный победитель соревнований «Кубок России» 2005—2010 гг. Участвуя в Чемпионате Европы 2011 г. (Ялта, Украина), дважды финишировал седьмым на дистанциях 50 и 100 м брассом.